# Verwaltungsgemeinschaft Elbe-Ohre
Die Verwaltungsgemeinschaft Elbe-Ohre war eine Verwaltungsgemeinschaft im Ohrekreis in Sachsen-Anhalt und hatte ihren Sitz in Zielitz.

## Mitgliedsgemeinden
| - Farsleben - Glindenberg - Heinrichsberg | - Loitsche - Zielitz |

## Geschichte
Die Verwaltungsgemeinschaft Elbe-Ohre wurde 1994 durch den freiwilligen Zusammenschluss von fünf Gemeinden gegründet. Sie wurde zum 1. Januar 2005 aufgelöst und die Gemeinden wurden in die neu gegründete Verwaltungsgemeinschaft Elbe-Heide eingegliedert.